# Canut Reyes
François Marie Reyes dit Canut, né le 9 juin 1954 à Arles (Bouches-du-Rhône, France), est un musicien, auteur-compositeur, chanteur, guitariste et peintre gitan français, connu notamment pour son appartenance au groupe Gipsy Kings. Après de nombreuses années et albums avec le groupe familial, il en est évincé, lui, ainsi que plusieurs de ses frères, tous membres fondateurs et historiques. Il décide en 2016 de revenir sur scène avec le groupe Chico and the Gypsies, puis en 2017, deux de ses frères, anciens Gipsy Kings eux aussi, Patchai Reyes et Paul Reyes le rejoignent dans ce choix.

## Biographie

### Jeunesse
Canut Reyes est le fils de José Reyes (1928-1979) et de Clémentine Nésanson (décédée en 2005), quatrième d'une fratrie de onze enfants, il passe sa petite enfance à Arles où ses parents vivent en caravane. Comme de nombreux gitans, José et Clémentine Reyes vivent alors de la chine et font commerce de tissus ou de métaux sur les marchés. Cette activité les amène à se déplacer régulièrement en France, ils décident alors de confier Canut à Jean Reyes (dit "Papa Jean"), frère de José et vivant à Grenoble. Canut y vécut une partie de son enfance, période qu'il qualifie d'heureuse et durant laquelle il forge son esprit farceur auprès de ses cousins. Adolescent, il reprend la route aux côtés de ses parents et les accompagne dans leurs activités commerciales qu'il exercent dans de nombreuses villes françaises (Givors, Lyon, Paris, Montélimar, Fréjus, Tarascon, Fontvieille).
Au milieu des années 1960, la famille Reyes retrouve Arles et s'installe sur une place jouxtant l'Église des Carmes, ils y vivent en caravane jusqu'en 1974 avant de s'installer dans une maison située rue des Douaniers dans le quartier de la Roquette. Canut aide alors son père sur des chantiers de construction ou encore dans ses activités de ferrailleur. Il commence en parallèle à jouer aux terrasses de restaurants en bordure du Rhône à Arles en compagnie de son frère aîné Paul.

### José Reyes rencontre le succès
Le père de Canut est un chanteur respecté au sein de la communauté gitane et joue régulièrement avec son cousin Ricardo Baliardo aussi connu sous le nom de Manitas de Plata. Ces derniers se lient d'amitié avec le célèbre photographe arlésien Lucien Clergue qui leur ouvre les portes de soirées privées au cours desquelles ils rencontrent diverses personnalités du monde politique ou encore de la culture telles Georges Pompidou, Jean Cocteau, Pablo Picasso ou encore Salvador Dalí. Ils se lient d'amitié avec ce dernier qui, en compagnie de Lucien Clergue les aide à produire un album qui les mènera sur la scène du Carnegie Hall de New York et du Royal Albert Hall à Londres. José Reyes et Manitas de Plata deviennent ainsi les premiers artistes gitans à se produire sur ces scènes prestigieuses, ils donnent également un concert devant les Nations unies à l'issue duquel il sera décidé de créer une représentation permanente des peuples nomades au sein de l'institution.
Cependant, les relations entre José Reyes et Manitas de Plata se dégradent, ils décident d'un commun accord de ne plus travailler ensemble, José Reyes choisit alors de fonder un groupe avec ses propres enfants.

### José Reyes et Los Reyes
José Reyes fonde en 1974 un groupe musical en s'entourant de quatre de ses fils (Paul Reyes, Canut Reyes, Patchaï Reyes, Nicolas Reyes). Ces derniers se produisent essentiellement dans le cadre de soirées privées dans le sud de la France. La même année, ils rencontrent Wladek Glowacz, directeur du label Tudor basé à Zurich en Suisse, ce dernier prend en charge le groupe et assure la production de trois albums sortis respectivement en 1974, 1977 et 1978. Ces opus connaissent un succès d'estime permettant au groupe de multiplier les soirées privées auprès d'hôtes de prestige mais aussi de se produire à la télévision Suisse.
En parallèle, Paul, Canut, Patchaï et Nicolas se produisent sans leur père sous le nom Los Reyes, ils rencontrent ainsi Enrico Macias au cours d'une soirée privée à Saint-Tropez, ce dernier les invite à se produire à ses côtés à l'Olympia durant trois semaines à l'automne 1977. José Reyes est emporté deux ans plus tard par un cancer du poumon, l'histoire retiendra, outre son talent et son parcours, qu'il est le père fondateur du groupe gitan le plus populaire de l'histoire, Los Reyes allant bientôt devenir les Gipsy Kings.
José Reyes Repose désormais au Cimetière des 9 Collines d'Arles aux côtés de son épouse Clémentine.

### De Los Reyes aux Gipsy Kings
Les frères Reyes poursuivent leurs activités musicales et multiplient les concerts dans des restaurants, durant des soirées privées, et ne manquant pas le traditionnel Pèlerinage aux Saintes-Maries-de-la-Mer. À cette occasion, ils retrouvent des cousins (neveux de Manitas de Plata), Diego, Paco et Tonino Baliardo.
Après un ultime album enregistré sous le nom Los Reyes, en l'absence de José, les frères Reyes se joignent à leurs cousins Baliardo, ensemble ils se baptisent "Gipsy Kings", hommage à leurs racines gitanes et au nom "Reyes" qui signifie "Rois" en espagnol (soit King en anglais).

### Gipsy Kings, la première époque
Les Gipsy Kings  enregistrent en 1982 & 1983 deux albums respectivement intitulés Allegria et Luna de Fuego, tous deux produits par Jacqueline Tarta pour Sara musique. On y retrouve certains morceaux qui feront le succès du groupe quelques années plus tard tels Djobi, Djoba ou encore Un Amor. Canut Reyes y interprète plusieurs titres et notamment Amor d'un dia ou encore Princessa. Bien que ces disques connaissent un succès d'estime, et, malgré un soutien appuyé de personnalités telles Brigitte Bardot ou encore Francis Lalanne, le groupe ne parvient pas à percer, Canut Reyes se met alors en retrait.

### Années 1980
Canut Reyes poursuit ses activités musicales au sein de divers groupes en jouant essentiellement dans des soirées privées, et travaille de jour dans une cimenterie à Tarascon pour subvenir aux besoins de sa famille. En 1988, Wladek Glowacz reprend contact avec lui, désireux d'enregistrer un album rendant hommage à la culture Arlésienne et au Boléro de Ravel. Le disque sera enregistré dans une chapelle à Arles et édité dès 1989 sous le Label Tudor.
En parallèle, les Gipsy Kings signent un contrat de production avec PEM et rencontrent une notoriété qui va rapidement dépasser les frontières de l'Hexagone. Après un premier opus éponyme paru en 1987, ils enregistrent Mosaïque en 1989. Canut ne participe pas à ces enregistrements, mais il rejoint le groupe pour la tournée mondiale suivant la parution de Mosaïque.

### Gipsy Kings, de 1990 à nos jours
Canut Reyes est depuis 1990 un membre à part entière des Gipsy Kings, il a participé à l'intégralité de leurs enregistrements et à une majorité de tournées à travers le monde. Il signe quelques-uns des plus grands succès tels Montaña, A tu vera ou encore la reprise de Chan Chan que le public français a pu découvrir à l'occasion la Star Academy en France.

### Second album solo
À l'occasion d'une tournée au Japon en 2001, Canut fait la rencontre des frères Boclé qui accompagnent alors les Gipsy Kings. Cette rencontre marque le début d'une collaboration qui conduit à l'enregistrement du second album solo de Canut Reyes dont les premiers extraits ont été publiés à l'été 2012.

## Discographie

### Solo
1989 - Boléro

2012 - Gitano

### José Reyes & Los Reyes
1974 - José Reyes & Los Reyes/ Album Éponyme

1977 - Gitan Poète

1978 - L'amour d'un jour

### Los Reyes
1982 - Fête des Saintes Maries de la Mer

1991 - Hommage à José Reyes

### Gipsy Kings
1982 - Allegria

1983 - Luna de Fuego

1988 - Gipsy Kings

1989 - Mosaique

1991 - Este Mundo

1992 - Live

1993 - Love & Liberté

1995 - Estrellas

1997 - Compas

2001 - Somos Gitanos

2004 - Roots

2007 - Pasajero
2013 - Savor flamenco

### Participations

#### Keltic Tales (Frères Boclé)
2010 - Crossfields

## Filmographie
Gipsy Kings
- 1990 : Gipsy Kings US Tour 1990
- 1996 : Tierra Gitana
- 2005 : Gipsy Kings Live at Kenwood House in London

## Récompenses

### Avec les Gipsy Kings
- 1990 : Victoire de la Musique du groupe de l'année
- 2012 : Grand Prix du répertoire SACEM à l'export
- 2014 : Grammy Award du meilleur album de World Music

## Liens
- Site officiel
- Blog personnel